# Bamra (stato)
Lo Stato di Bamra (detto anche Bamanda) fu uno stato principesco del subcontinente indiano, avente per capitale la città di Deogarh.

## Storia
Secondo i documenti conservati negli archivi e le leggende locali, il primo regnante dello stato di Bamra fu Saraju Gangadeh, il quale era figlio di un amministratore di Patna, a sua volta figlio di Bhanudeva II della regione del Gange orientale. Hattahamir Deb, uno dei suoi successori, venne detronizzato nel 1360 da Ramai Deva della dinastia Chauhan che portò alla fondazione dello stato di Patna, mentre i capi locali prescelsero Saraju Gangadeb quale regnante di Tikilipada presso Kuchinda, e spostarono poi la capitale a Deogarh, dando origine alla formazione dello stato di Bamra.
Nell'Ottocento venne costruita la ferrovia Bengala-Nagpur che attraversava la parte nordorientale del territorio di Bamra. Lo stato venne posto sotto il controllo politico di un rappresentante dell'India britannica proveniente dalla divisione di Chhattisgarh, delle Province Centrali sino al 1905, passando poi alla presidenza del Bengala sino al 1912, sotto la provincia di Bihar e Orissa sino al 1936 e sotto la provincia di Orissa sino alla cessazione dello stato.
Il 1º gennaio 1948, l'ultimo principe di Bamra siglò l'ingresso nell'Unione Indiana.

## Governanti
I governanti di Bamra avevano il titolo di raja.

### Raja
- Saraju Gangadeb (1360-?)
- Raj Narayan Deb
- Jagannath Deb
- Gangadhara Deb
- Jag Jyesthi Tribhuban Deb
- Rudranarayan Deb
- Kanphoda Sudhal Deb
- Raghunath Deb
- Kasturi Deb
- Ram Chandra Deb (1545–1578)
- Bikram Deb (1578–1625)
- Haru Deb (1625–1641)
- Chandra Sekhar (1641–1673)
- Bhagirath Deb (1673–1713)
- Pratap Deb (1713–1745)
- Sidasar Deb (1745–1779)
- Arjun Deb (1779–1819)
- Balunkabrusabha Deb (1819–1832)
- Khageswar Deb (1832)
- Brajasundar Deb (1832–12 maggio 1869)
- Basudeb Sudhal Deb (12 maggio 1869–19 novembre 1903)
- Satchitananda Tribhuban Deb (19 novembre 1903–11 marzo 1916)
- Dibyashankar Sudhal Deb (11 marzo 1916–1 gennaio 1920)
- Bhanuganga Tribhuban Deb (1 gennaio 1920–1 gennaio 1948)